# Cendiuna puranga
Cendiuna puranga är en skalbaggsart som beskrevs av Maria Helena M. Galileo och Martins 1991. Cendiuna puranga ingår i släktet Cendiuna och familjen långhorningar. Inga underarter finns listade.